# Fléré-la-Rivière
Fléré-la-Rivière is een gemeente in het Franse departement Indre (regio Centre-Val de Loire) en telt 566 inwoners (2004). De plaats maakt deel uit van het arrondissement Châteauroux.

## Geografie
De oppervlakte van Fléré-la-Rivière bedraagt 25,1 km², de bevolkingsdichtheid is 22,5 inwoners per km².
De onderstaande kaart toont de ligging van Fléré-la-Rivière met de belangrijkste infrastructuur en aangrenzende gemeenten.

## Demografie
Onderstaande figuur toont het verloop van het inwonertal (bron: INSEE-tellingen).